# Il paria

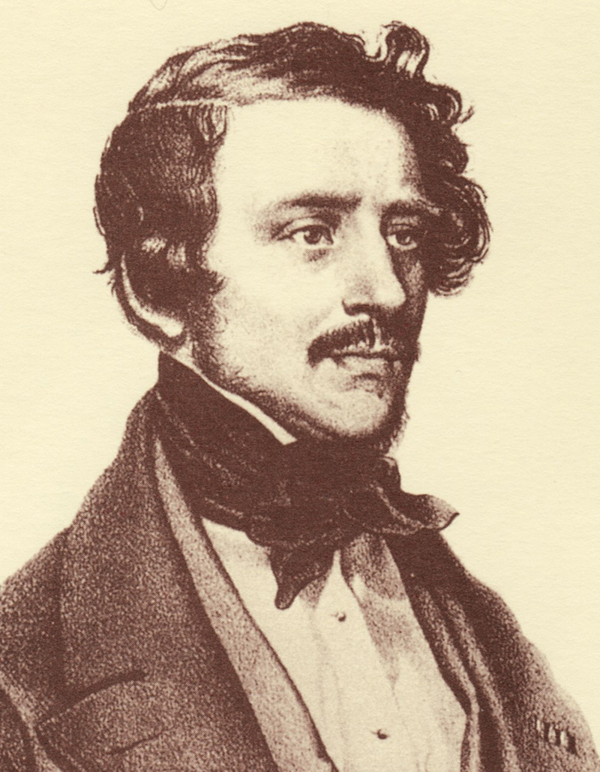
Gaetano Donizetti.

Il paria (Den utstötte) är en opera i två akter med musik av Gaetano Donizetti och libretto av Domenico Gilardoni, efter Le Paria av Casimir Delavigne, och Michele Carafas Il paria med libretto av Gaetano Rossi.
Donizetti fullbordade operan vintern 1828 och den hade premiär den 12 januari 1829 på Teatro San Carlo i Neapel. Framgången blev blygsam med endast sex föreställningar och Donizetti var inte nöjd. I ett brev till sin far funderade han på att revidera den, men idén realiserades aldrig.
Författaren William Ashbrook har kallat verket för "Donizettis finaste verk hittills" och prisade balansen mellan de vokala inslagen och de dramatiska situationerna, samt känslan för proportioner, särskild då användandet av en kvartett i stället för en klassisk final. Enligt Ashbrook berodde operans begränsade succé delvis på librettot med dess åtskilliga dramatiska flöden och avsaknaden av en slutlig dramaturgisk genomgång.
Delar av musiken återanvände Donizetti i Anna Bolena, La romanziera e l'uomo nero, Torquato Tasso, och Le duc d'Albe, samt i Il diluvio universale.

## Personer
| Roller                                                                             | Stämma    | Premiärbesättning 12 januari 1829 |
| ---------------------------------------------------------------------------------- | --------- | --------------------------------- |
| Neala, Akebares dotter                                                             | sopran    | Adelaide Tosi                     |
| Idamore Krigsledare för paraiyarerna                                               | tenor     | Giovanni Battista Rubini          |
| Zarete, Idamores fader                                                             | bas       | Luigi Lablache                    |
| Akebare, Nealas fader, Brahmin                                                     | bas       | Giovanni Campagnoli               |
| Zaide, Prästinna                                                                   | kontraalt | Edvige Ricci                      |
| Empsaele, Brahmin, Akebares förtrogne'                                             | tenor     | Domenico Chizzola                 |
| Kör av präster, prästinnor, bajadärer, trumpetare, krigare, tempelväktare, fakirer |           |                                   |

## Handling
Tid: "Det förflutna"
Plats: Benares

### Akt 1
Brahminen Akebare planerar att ge sin dotter Neala till en värdig krigare. Han har redan valt Idamore som just har återvänt efter att ha besegrat portugiserna. Neala är förälskad i Idamore men är ovetande om faderns val och oroar sig för framtiden.
Idamore, som också är förälskad i Neala, har en hemlighet: han är en paria, medlem av en kast som hatas av Brahminerna då de anses vara förbannade av guden Brahma, men han lyckades bli krigare genom att dölja sitt ursprung.
Idamores fader Zarete har inte hört av sin son på länge och anländer förklädd för att söka efter honom. När han återser sonen och får veta att Idamore ska gifta sig med dottern till deras dödsfiende börjar de gräla. Men Idamore lovar sin far att fly med honom efter att han har sagt adjö till Neala.

### Akt 2
Idamore får veta att han är utsedd till Nealas brudgum och han avslöjar sin bakgrund för henne. Hon går med på att fly med honom efter bröllopet. 
Zarete störtar in i templet och begär jämlikhet mellan paria och Brahminerna. Han döms till döden och Idamore tvingas avslöja att han är son till en paria. Akebare dömer även Idamore till döden och Neala ber förgäves för deras liv. Hon väljer att dela deras öde medan Akebare gläds över utsikten att han kan överta riket när Idamore är död.